# Wonsan
Wonsan er en by i det sydøstlige Nordkorea, og hovedstad for provinsen Kangwon. I 2005 havde den 329.207 indbyggere. Byen ligger på kysten til det Japanske Hav og er kendt for at huse hovedkvarteret for den nordkoreanske flåde. Byen holder også det årlige Wonsan International Friendship Air Festival. Hvor udenlandske flyentusiaster kommer verdenen over for at se ældre sovjetiske fly, som landets flagflyselskab Air Koryo, der stadig holdes i brug. 

## Historie
Fra 1910 til 1945 var Korea under japansk overherredømme. Da japansk i denne tid var nationalsproget, blev bynavnet 元山 læst på japansk som Genzan.
I 2. verdenskrig var byen en vigtig flådehavn for den Kejserlige japanske flåde.
I Koreakrigen (1950–1953) var Wonsan skueplads for en landgangsoperation og kampe, og blev derved svært beskadiget. Efter krigen blev byen en vigtig industriby og trafikcentrum for regionen.